# Tymerlan Husejnov
Tymerlan Rustamovyč Husejnov (in ucraino Тимерлан Рустамович Гусейнов?; Bujnaksk, 24 gennaio 1968) è un ex calciatore ucraino, di ruolo attaccante.